# ناحیه موشون‌مادیارووار
ناحیهٔ موشون‌مادیارووار (به مجاری:  Mosonmagyaróvári járás) یک ناحیه در مجارستان است که در دیور-موشون-شوپرون واقع شده‌است. ناحیهٔ موشون‌مادیارووار ۸۹۹٫۹۷ کیلومتر مربع مساحت و ۷۲٬۶۰۹ نفر جمعیت دارد.